# Zygmunt Krumholc
Zygmunt Krumholc (* 1. März 1903 in Czernichów; † 1941 im Sambor) war ein polnischer Fußballspieler.

## Karriere

### Vereine
Krumholc kam in Czernichów im seinerzeit nordwestlichen Galizien, in der heutigen Woiwodschaft Kleinpolen im Powiat Krakowski im Süden Polens zur Welt und gehörte der jüdischen Minderheit an.
Er war von 1920 bis 1924 Spieler des ŻTS Jutrzenka Kraków (Jüdischer Sportverein Morgenstern Krakau) und spielte in den fünf Jahren im Bezirk Krakau, neben den Bezirken Lemberg, Łódź, Posen und Warschau, einer von seinerzeit fünf aus denen die regionalen Meister in einer anschließenden Endrunde den Meister zu ermitteln hatten. Nach Abschluss der ersten Saisonphase, belegte er mit seinem Verein (von vier Vereinen) nach sechs Punktspielen den letzten Platz und stieg ab – ein Aufstieg in einer der Gruppen ab der Spielzeit 1922 gelang nicht. Aufgrund der Entwicklungen im Polnisch-Sowjetischen Krieg, konnte die erste Saisonphase nicht in allen Bezirken beendet werden, sodass ein Endrundenturnier nicht ausgetragen wurde.
Nach einer Spielzeit für den ŻTGS Samson Tarnów (Jüdischer Turn- und Sportverein Samson Tarnów) kehrte er zum ŻTS Jutrzenka Kraków zurück, für den er von 1925 bis 1927 unterklassig spielte. Erstklassig spielte er erst mit dem Wechsel zum ŻKS Hasmonea Lwów (Jüdischer Sportklub Hasmonea Lwów). In der Spielzeit 1928 kam er in der zweiten, im Ligasystem, ausgetragenen Meisterschaft zum Einsatz. In einem Teilnehmerfeld von 15 Mannschaften stieg er mit seiner Mannschaft als 13. ab und war mit ihr in der Spielzeit 1929 zweitklassig vertreten.
Seine letzten vier Spielzeiten war er dann für ŻKS Makkabi Kraków (Jüdischer Sportverein Makkabi Krakau) aktiv – jedoch nicht mehr erstklassig.
Vor Ausbruch des Zweiten Weltkrieges war Krumholc, der stets auf der Position des Stürmers eingesetzt wurde, im Kader des ŻKS Makkabi Kraków aktiv.

### Nationalmannschaft
Im Jahr 1922 das erste Mal in die Nationalmannschaft Polens berufen, kam Krumholc am 14. Mai desselben Jahres in Krakau im erst zweiten Länderspiel Polens bei der 0:3-Niederlage gegen die Nationalmannschaft Ungarns im Trikot der Weiß-Roten zum Einsatz.

## Sonstiges
Als Spieler des ŻTS Jutrzenka Kraków, für den er zwischen 1920 und 1924 sowie erneut von 1925 bis 1927 aktiv war, blieb er bis zum Verbot des Fußballvereins durch die Nationalsozialisten 1939 dessen unangefochtener Rekordtorschütze.

## Ableben
Nach dem Überfall auf Polen wurde Krumholc von der Gestapo verhaftet und 1941 in Sambor, in der heutigen Oblast Lwiw im Westen der Ukraine gelegen, ermordet.